# NGC 2394
NGC 2394 ist ein offener Sternhaufen oder ein Asterismus im Sternbild Großer Hund. Er wurde am 28. Dezember 1785 von Wilhelm Herschel entdeckt.